# Bolesław Jaxa-Rożen
Bolesław Rożen, właściwie Bolesław August Hilary Jaxa-Rożen herbu Gryf (ur. 15 października 1815, zm. 22 czerwca 1883 w Bochni) – ziemianin, uczestnik powstania listopadowego, powstania krakowskiego i powstania styczniowego.

## Biografia
W wieku 15 lat wziął udział w powstaniu listopadowym. Służył jako podoficer w 12 Pułku Piechoty Liniowej. 17 września 1831 odznaczony został Krzyżem Srebrnym Orderu Virtuti Militari nr 3046.
W 1835 poślubił Katarzynę Grabczyńską poznaną przez przyjaciela i towarzysza broni z powstania Józefa Długoszowskiego, dziadka gen. Bolesława Wienawy-Długoszowskiego. Dzierżawił i administrował majątkiem w Rożnowie, dawnym gnieździe rodowym Rożnów, oraz w Tropiu.
W 1846 uczestniczył w przygotowaniach powstania krakowskiego. Aresztowany. Do 1848 był więźniem stanu. Jego bracia, Włodzimierz i Artur oraz znaczna część dalszej rodziny zginęła w 1846 w czasie rzezi galicyjskiej. Po uwolnieniu prowadził gospodarstwo w rodzinnym majątku w Gierczycach i Cerekwi.
Pomimo zaawansowanego wieku brał również czynny udział w powstaniu styczniowym. W 1863 został mianowany zastępcą naczelnika organizacji obywatelskiej powiatu bocheńskiego.

## Życie prywatne

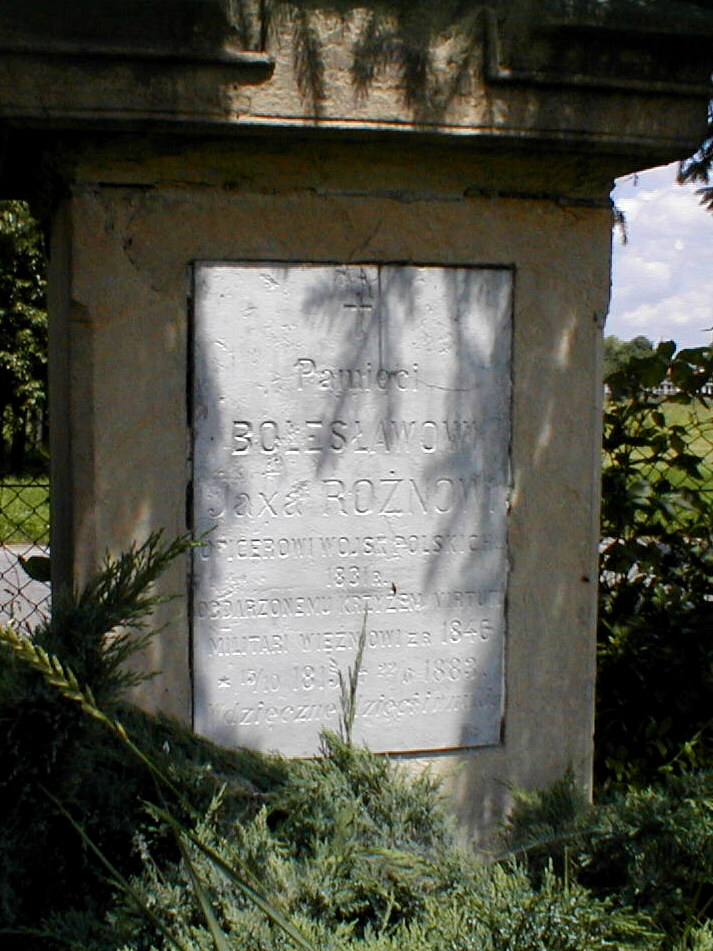
Grób Bolesława Jaxa-Rożna na cmentarzu w Cerekwi.

Był synem Marcelego Antoniego Jaksa-Rożen i Tekli z Cieńskich herbu Pomian. Miał czwórkę rodzeństwa, Ludomira, Włodzimierza, Artura i Hortensję. Ze ślubu z Katarzyną Grabczyńską miał czwórkę dzieci, Hilarię, Walerię, Bronisławę i Michała. Zmarł w 1883 roku, jego grób znajduje się na cmentarzu parafialnym w Cerekwi. Miał czworo dzieci: Hilarię (zamężną Chodorską), Walerię (zamężną Onitsch, jej córka wyszła za Zygmunta Zielińskiego), Bronisławę (zamężną Białobrzeską) i Mieczysława.